# Mangal Singh Champia
Mangal Singh Champia (né le 9 novembre 1983 à Jamshedpur au Jharkhand en Inde) est un archer indien.

## Biographie
Mangal Singh Champia fait ses débuts au tir à l'arc en 1995. Ses premières compétitions internationales ont lieu en 2008. En 2008, il participe à sa première édition des Jeux olympiques. 

## Palmarès
- Jeux olympiques[2]
  - 25e à l'épreuve individuelle homme aux Jeux olympiques d'été de 2008 à Pékin.

- Coupe du monde[1]
  -  Médaille de bronze à l'épreuve par équipe homme à la coupe du monde 2008 de Porec.
  -  Médaille d'or à l'épreuve par équipe homme à la coupe du monde 2008 à Antalya.
  -  Médaille d'or à l'épreuve par équipe homme à la coupe du monde 2009 de Saint-Domingue.
  -  Médaille d'or à l'épreuve par équipe homme à la coupe du monde 2009 de Porec.
  -  Médaille d'argent à l'épreuve par équipe homme à la coupe du monde 2009 de Antalya.
  -  Médaille d'argent à l'épreuve par équipe homme à la coupe du monde 2010 de Porec.
  -  Médaille d'or à l'épreuve par équipe homme à la coupe du monde 2010 à Antalya.
  -  Médaille d'argent à l'épreuve par équipe mixte à la coupe du monde 2015 de Wrocław.
  -  Médaille de bronze à l'épreuve par équipe homme à la coupe du monde 2016 de Shanghai.

- Jeux asiatiques[1]
  -  Médaille de bronze à l'épreuve par équipe homme aux Jeux asiatiques 2010 de Canton.

- Championnats d'Asie[1]
  -  Médaille d'or à l'épreuve par équipe homme aux Championnats d'Asie de 2007 de Xi'an.
  -  Médaille de bronze à l'épreuve individuelle homme aux Championnats d'Asie de 2007 de Xi'an.
  -  Médaille d'argent à l'épreuve par équipe homme aux championnats d'Asie de 2009 à Denpasar.